# Préfecture de Guéckédou
La préfecture de Guéckédou est une subdivision administrative de la région de Nzérékoré, en Guinée. Le chef-lieu est la ville de Guéckédou.

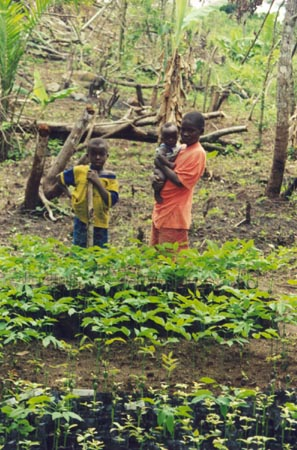
Pépinière pour reboisement dans la préfecture de Guéckédou

## Subdivision administrative
La préfecture de Guéckédou se subdivise en dix (10) sous-préfectures: Guéckédou-Centre, Bolodou, Fangamadou, Guendembou, Kassadou, Koundou, Nongoa, Ouéndé-Kénéma, Tékoulo,  Terméssadou Djibo et Guelo-N’Faly.

## Population
En 2016, la préfecture compte 310 602 habitants.
C'est à Méliandou, un village de la préfecture, que débute, en décembre 2013, l'épidémie de fièvre hémorragique Ebola en Afrique de l'Ouest en 2014.

## Liste des députés
| N° | Prénoms et nom       | Debut         | Fin              |
| -- | -------------------- | ------------- | ---------------- |
| 01 | Antoine Kadouno      | 22 avril 2020 | 5 septembre 2023 |
| 02 | Ibrahima Sory Traoré | 22 avril 2020 | 5 septembre 2023 |
|    |                      |               |                  |